# الگا، جلال-آباد
الگا، جلال-آباد (به لاتین: Alga, Jalal-Abad) یک منطقهٔ مسکونی در قرقیزستان است که در جلال‌آباد واقع شده‌است.

## خصوصیات
الگا ۱٬۰۳۹ متر بالاتر از سطح دریا واقع شده‌است.